# Maria Goretti
Maria Teresa Goretti (Corinaldo, 16 ottobre 1890 – Nettuno, 6 luglio 1902) è venerata come santa e martire dalla Chiesa cattolica. Fu vittima di omicidio a seguito di un tentativo di stupro da parte di Alessandro Serenelli, che viveva nella sua stessa casa. È stata canonizzata nel 1950 da papa Pio XII.

## Biografia

### I primi anni
La famiglia Goretti, originaria di Corinaldo nelle Marche, era composta dai coniugi Luigi Goretti (1859-1900) e Assunta Carlini (1866-1954), entrambi coltivatori diretti, e dai loro sette figli: Antonio (morto infante), Angelo, Maria, Mariano (detto Marino), Alessandro (detto Sandrino), Ersilia e Teresa.
La vita della giovane Maria, fino al suo omicidio, non fu diversa da quella dei figli di molti lavoratori agricoli che dovettero lasciare le proprie terre per cercare sostentamento altrove: analfabetismo, denutrizione, lavoro pesante fin dall'infanzia. Di Maria Goretti non sono note fotografie, ma nel 2017 il giornale Famiglia Cristiana sostenne d'averne ritrovata una di quel periodo, su cui l'anticlericale Giordano Bruno Guerri, autore di un libro contrario alla sua canonizzazione, aveva già presentato le sue perplessità. Il suo aspetto era stato derivato dal referto autoptico: deceduta a 11 anni, era alta 1,30 m e appariva vistosamente sottopeso, oltre a presentare sintomi di malaria in fase avanzata.

### L'omicidio

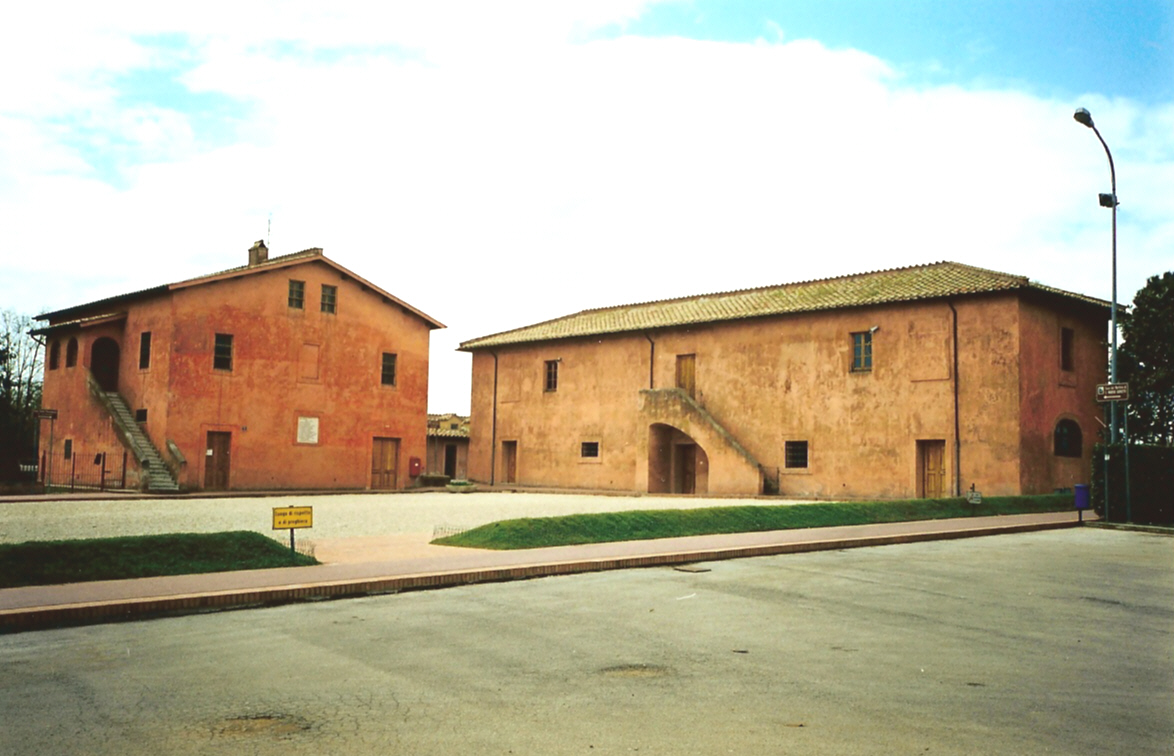
La casa dove Maria Goretti fu uccisa

I Goretti, in cerca di una migliore occupazione, si trasferirono dapprima a Paliano, nei pressi di Anagni e in seguito alle Ferriere di Conca, oggi frazione di Latina, ma all'epoca comprese nel territorio comunale di Cisterna di Roma (l'attuale Cisterna di Latina), assieme ai Serenelli, una famiglia amica, occupando la locale "Cascina Antica". Nel 1900 Luigi Goretti morì di malaria e la collaborazione coi Serenelli, anch'essi in difficoltà, si fece ancora più stretta. Alessandro, ultimogenito dei Serenelli, tentò diversi approcci nei confronti dell'undicenne, che raggiunsero il culmine nell'estate del 1902: il 5 luglio, con la scusa di farsi rammendare dei vestiti, Alessandro attirò Maria in casa e tentò di violentarla. Di fronte alle grida e ai tentativi comunque istintivi di difendersi, la ferì 14 volte con un punteruolo.
Al processo, confermando quanto detto ai carabinieri immediatamente dopo l'arresto, Serenelli confessò di aver preparato l'arma e di aver deciso di usarla qualora la bambina gli avesse opposto resistenza. Confessò inoltre che la decisione di uccidere Maria era stata in parte motivata dal desiderio di fuggire dalla vita intollerabile nei campi, nella convinzione che la vita in carcere fosse preferibile. È possibile che il giovane Alessandro, proveniente da una famiglia in cui numerosi membri avevano dato segni di squilibrio mentale e figlio di un padre alcolista, fosse in realtà impotente e abbia ferito mortalmente la sfortunata vittima una volta resosi conto di non riuscire a mettere in atto lo stupro. Maria, ancora cosciente, venne trasportata all'ospedale Orsenigo di Nettuno; la morte sopravvenne il giorno successivo per una setticemia conseguente all'intervento chirurgico cui era stata sottoposta con il cappellano francescano in sala operatoria. Le esequie vennero celebrate l'8 luglio nella cappella dell'ospedale e il corpo della bambina sepolto nel cimitero comunale.
Alessandro Serenelli fu condannato a 30 anni di reclusione. Nel carcere giudiziario di Noto, dal 1902 al 1918, incoraggiato dal vescovo del tempo, Giovanni Blandini, maturò il pentimento e la conversione alla religione cattolica. Anni dopo Serenelli avrebbe raccontato di aver tentato una riconciliazione con la famiglia e la religione in seguito a un sogno in cui la sua vittima gli offriva dei gigli che si trasformavano in fiammelle. Nel 1929, dopo 27 anni di reclusione, Serenelli fu scarcerato in anticipo per sconti di pena e buona condotta; chiese il perdono dei familiari di Maria Goretti, che gli fu accordato dalla madre. Dopo tale episodio, Serenelli trascorse il resto della sua vita come garzone, giardiniere e portinaio in vari conventi; l'ultimo fu quello dei cappuccini a Macerata, dove morì il 6 maggio 1970, a 87 anni, per le conseguenze di una frattura del femore provocata da una caduta.

## Il culto

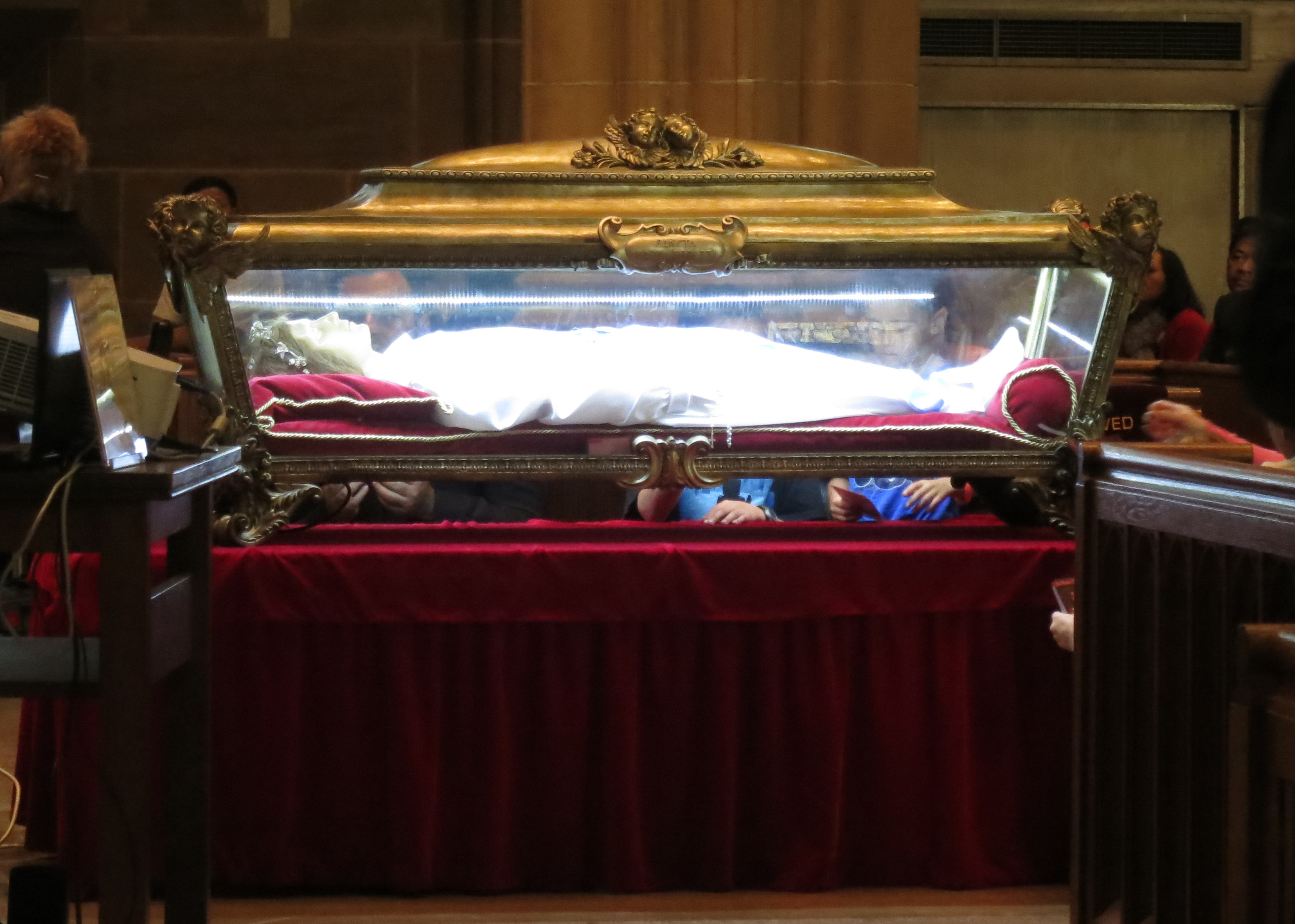
Il corpo di Maria Goretti

Fin da subito la devozione per Maria Goretti si diffuse tra gli strati più umili della popolazione, in particolare quelli rurali, appartenenti allo stesso mondo in cui la piccola era cresciuta. Circa vent'anni dopo, lo stesso regime fascista cercò di cavalcare la devozione popolare per favorire la nascita di un'icona locale cara ai contadini delle paludi bonificate.
Anche dopo la caduta del fascismo e della monarchia sabauda, negli anni cinquanta l'immagine di Maria Goretti rimase popolare anche presso i non cattolici, al punto che il giovane dirigente comunista Enrico Berlinguer indicò nel coraggio e nella tenacia della piccola santa un esempio da imitare per le giovani militanti comuniste. Nel 1953 il segretario del Partito Comunista Italiano Palmiro Togliatti propose Maria Goretti come modello di vita alle giovani comuniste facenti parte della FGCI, Federazione Giovanile Comunista Italiana. A partire dagli anni settanta, in periodo di affermazione del femminismo, la figura di Maria Goretti perse gradualmente popolarità, in quanto ritenuta dai non cattolici troppo legata a una visione tradizionale della donna, casta, votata alla maternità e al lavoro domestico.
L'11 dicembre 1949 la Congregazione dei riti riconobbe come miracolose due guarigioni attribuite all'intercessione di Maria Goretti: quella di Giuseppe Cupe (8 maggio 1947) e quella di Anna Grossi Musumarra da pleurite (11 maggio dello stesso anno). Solo dopo la nuova terza causa di beatificazione si era potuto procedere alla successiva canonizzazione, che avvenne in continuità nel pontificato di Pio XII, concludendosi il 24 giugno 1950. Per la prima volta, nella millenaria storia della Chiesa, la cerimonia si svolse all'aperto in piazza San Pietro a Roma e vide la partecipazione anche della madre di Maria Goretti e, in disparte, dell'assassino. Il giorno di commemorazione istituito fu il 6 luglio, anniversario della morte della giovane.
Secondo l'agiografia, la motivazione della proclamazione della sua santità fu in primo luogo il perdono concesso da Maria al suo uccisore poco prima di morire, perdono che condusse alla conversione di Alessandro Serenelli e poi alla decisione di entrare in convento dopo aver scontato la condanna e, in secondo luogo, il proposito fatto a 11 anni, al momento di ricevere la prima comunione, «di morire prima di commettere dei peccati». Il corpo e le reliquie di Maria Goretti, venerata come "martire della purezza", la cui festa ricorre il 6 luglio, sono conservati a Nettuno, nel Santuario di Nostra Signora delle Grazie e di Santa Maria Goretti e a Corinaldo, in provincia di Ancona, dove è visitabile anche la sua casa natale. Fino al 2017 non esistevano sue fotografie e i ritratti visibili erano di fantasia o realizzati secondo le indicazioni dei parenti.
Per mantenere vivo il ricordo della Santa nei luoghi della sua vita, si svolgono ogni anno due pellegrinaggi, il primo l'ultimo sabato di giugno, il secondo il primo sabato di luglio (la Santa è festeggiata il 6 luglio).
Seguendo un'idea di papa Benedetto XVI, poi valutata da papa Francesco, si è poi pensato di associare Maria Goretti a santa Dinfna come protettrice delle vittime di stupro. La vicenda di Dinfna, martire irlandese morta in Belgio nel VII secolo, è analoga a quella di Maria Goretti e Santa Scorese.

## Controversie
Nel 1984 Giordano Bruno Guerri pubblicò il libro Povera Santa, povero assassino, che descriveva la storia di Maria Goretti come il risultato di condizioni di vita miserabili e ignoranza, suggerendone una strumentalizzazione da parte della Chiesa cattolica. Il 5 febbraio 1985 la Congregazione delle cause dei santi istituiva una commissione di studio per replicare al libro, con l'intento dichiarato di «restituire ai fedeli quella serenità che è stata turbata con insinuazioni e affermazioni semplicistiche e tendenziose»; come ricorda Guerri, nella conferenza, l'allora Prefetto Pietro Palazzini argomentava: «Giordano Bruno Guerri è uno strumento del Demonio». Poco tempo dopo, L'Osservatore Romano dichiarava Guerri «fuori dalla comunità ecclesiale», mentre giornali come Prospettive nel mondo denunciavano: «Si tenta di colpire con ogni mezzo la devozione popolare, il senso del sacro nella vita, con un lavaggio del cervello in grande stile. È operazione degna di manipolatori nazisti o sovietici dei mass-media» e diversi altri attacchi.
Nel marzo dell'anno successivo la commissione denunciava di aver trovato diverse inesattezze e sosteneva: «Questo libro anziché presentare la vera storia di Maria Goretti è invece colmo di errori di ogni genere e falsifica oggettivamente la verità storica». Guerri rispose subito, querelando la commissione per diffamazione a mezzo stampa e per la complessità argomentava nelle ristampe; contemporaneamente aveva ricevuto una denuncia per vilipendio della religione; il giudice istruttore però dichiarò il non luogo a procedere. Alcune attiviste per i diritti delle donne, all'uscita del libro, affermarono che «Maria Goretti è il modello che ci hanno dato, quello che serve alla società per misurare la nostra colpa: la donna deve resistere fino alla morte, altrimenti è consenziente, cioè è complice del proprio stupratore» e Povera Santa, povero assassino rimaneva a riferimento nel tempo di un modello della donna, duramente contestata in tutti i casi di violenza contro le donne.

## Influenza culturale
Filmografia
- Cielo sulla palude, film per il cinema, regia di Augusto Genina, Italia 1949
- Maria Goretti, film per la televisione, regia di Giulio Base, Italia 2003

Musica
- Dopo la pioggia, traccia dall'album Fuori dal controllo, dei Gang, 1997

## Note

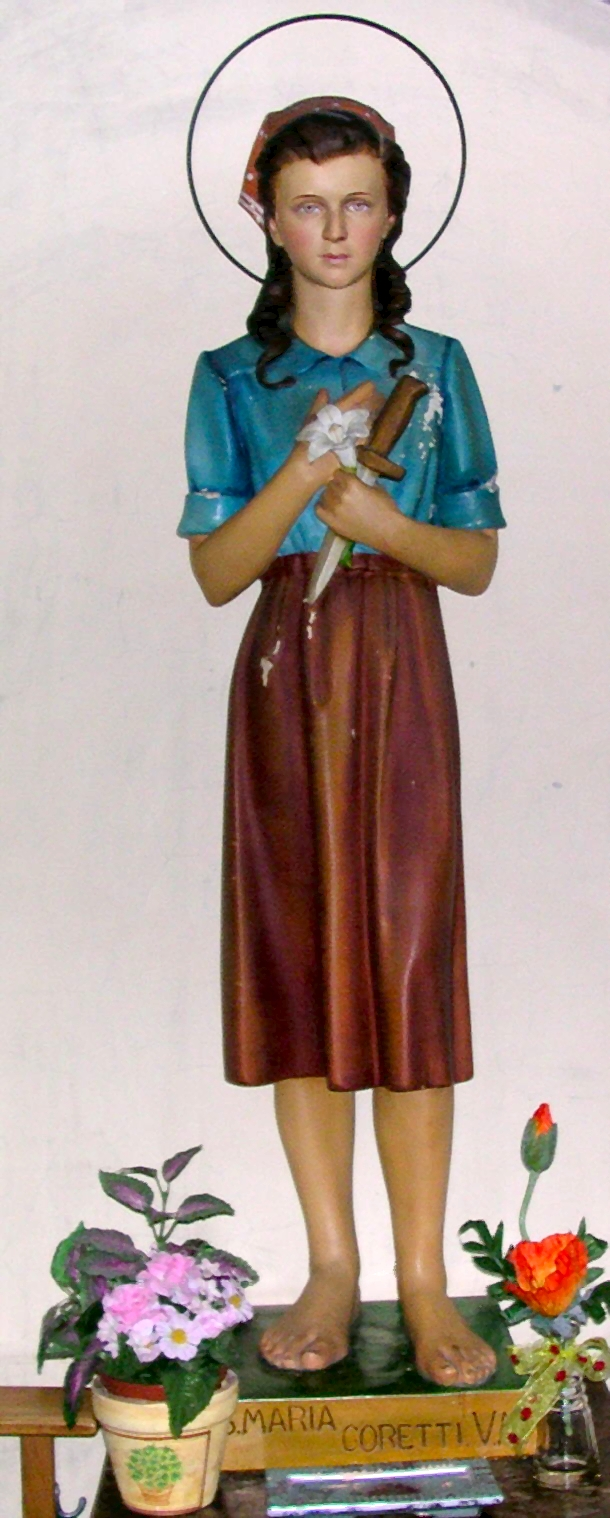
Maria Goretti